# Medetera nova
Medetera nova är en tvåvingeart som beskrevs av Van Duzee 1919. Medetera nova ingår i släktet Medetera och familjen styltflugor. Inga underarter finns listade i Catalogue of Life.